# ラルス・エミール・ヨハンセン
ラルス・エミール・ヨハンセン（グリーンランド語: Lars Emil Johansen、1946年9月24日 - ）は、グリーンランドの政治家。1991年から1997年にかけ、同地域の首相（第2代）を務めた。